# Пол Ахі

Ахі розробив прапор Того.

Пол Ахі (англ. Paul Ahyi, 15 січня 1930, Абомей — 4 січня 2010, Ломе) — тоголезький художник, скульптор, архітектор, дизайнер інтер'єрів і письменник. Ахі приписують розробку прапора Того.
Ахі знаний своїми величезними витворами мистецтва просто неба, рельєфами та скульптурами, зокрема своїми внесками у Монумент незалежності у Ломе, який вшановує незалежність країни від Франції. Інші скульптури та статуї просто неба роботи Ахі можна знайти на будівлях і в парках по всьому Того, а також у Ватикані, Сенегалі, Беніні, Кот-д'Івуарі, Нігерії та Південній Кореї.
Він також створював свої твори, використовуючи широкий спектр засобів, зокрема ювелірні вироби, гончарство, кераміку та гобелени. Він також був дизайнером інтер'єрів, створював предмети побуту та твори мистецтва.

## Біографія
Пол Ахі народився 15 січня 1930 року в Абомеї, Французька Дагомея, у сім'ї тоголезців. З 1949 до 1952 рік навчався у школі у Дакарі, Сенегал. Переїхав до Франції, де у 1952 році вступив до Школи образотворчого мистецтва у Ліоні. Він закінчив Національну вищу школу красних мистецтв у Парижі у 1959 році та повернувся до Того, яке до здобуття незалежності мало назву Французьке Того.
Ахі отримав доручення розробити прапор нової держави Того, яка здобула незалежність від Франції 27 квітня 1960 року. Його готовий дизайн, представлений у 1960 році, досі використовується. У прапорі Ахі використав панафриканські кольори червоного, жовтого та зеленого, який змоделював з прапора Ліберії з використанням горизонтальних смуг. Червоний квадрат символізує кров, пролиту у боротьбі за незалежність. Жовтий — символ ґрунту, а зелений — лісів та сільського господарства Того. Ахі додав білу зірку, подібну до прапора Ліберії, як символ світла, розуму та миру.
Він також зробив свій внесок у ще один важливий національний символ Того, Монумент незалежності, який встановили у центрі Ломе.
Рельєфи та скульптури Ахі встановлено та виставлено в ООН у Нью-Йорку, а також у Канаді, Південній Кореї, Західній Африці, Італії, Японії та Франції. Протягом своєї кар'єри він викладав мистецтво й архітектуру по всій Африці.
Він написав кілька книг, багато з яких присвячені мистецтву та його рідному Того, зокрема «Togo, mon cœur saigne» і «La réflexion sur l'art et la culture».

### Смерть
Пол Ахі помер 4 січня 2010 року у Ломе у віці 79 років. Ірина Бокова, генеральний директор ЮНЕСКО, назвала смерть Ахі «великою втратою для Того й Африки, а також для ЮНЕСКО, яка призначила його одним зі своїх захисників миру та соціальної єдності».

## Нагороди
За свою кар'єру Ахі отримав численні нагороди, почесті та визнання. У 1961 році його нагородили Золотою медаллю мистецтв у Парижі. У 1970 році Ахі отримав звання офіцера ордену Моно у Того. У 1985 році він став командором ордену Академічних пальм й офіцером ордену Мистецтв і літератури.
10 вересня 2009 року на церемонії у Парижі Ахі визнано артистом миру. Колишній генеральний директор ЮНЕСКО Коітіро Мацуура нагородив Ахі за його «внесок у просування ідеалів ЮНЕСКО через його мистецьку діяльність».